# Гофман, Карл (1827)
Карл фон Гофман (4 ноября 1827, Дармштадт — 9 мая 1910, там же) — германский политический деятель, премьер-министр великого герцогства Гессен и затем министр торговли и промышленности Германской империи, а также секретарь Министерства внутренних дел.

## Биография
Родился в семье адвоката. Образование получил в Гисенском университете, где изучал право, однако после завершения обучения не смог добиться лицензии на открытие адвокатской практики.
В 1858 году сумел получить небольшую должность в гессенском Министерстве иностранных дел, спустя два года в качестве помощника сопровождал посла Германского союза графа Фридриха Бейста на Лондонской конференции 1864 года, где обсуждался вопрос будущего земли Шлезвиг-Гольштейн. Ещё два года спустя принимал участие в мирных переговорах с Пруссией по итогам Австро-прусско-итальянской войны.
В 1867 году был назначен гессенским посланником в Берлине и тогда же стал членом Северогерманского союзного совета, где вскоре, несмотря на свой высокий и резкий голос, приобрёл репутацию талантливого оратора. Большого труда Гофману стоила борьба с партикуляристическими тенденциями тогдашнего гессенского первого министра, Карла Фридриха Рейнхарда фон Дальвика. После отставки последнего стал 13 сентября 1872 года во главе правительства Гессена, к тому времени уже ставшего частью Германской империи. В союзном совете проводил немецко-национальную точку зрения, а в великом герцогстве ввёл давно желанные реформы, в том числе упорядочил в 1875 году отношения государства к католической и лютеранской церкви в духе майских прусских церковных законов.
В мае 1876 года стал президентом рейхсканцелярии Германского союза, в 1879 году был назначен секретарём Министерства внутренних дел и одновременно прусским министром торговли и промышленности; но вследствие разногласия с Отто фон Бисмарком по рабочему вопросу вышел в августе 1880 года в отставку. В том же году, два месяца спустя, был избран статс-секретарем по делам Эльзас-Лотарингии в Страсбурге, сохранив этот пост до выборов 1887 года. 
В 1882 году был возведён в наследственное прусское дворянство. В 1889 году стал вице-президентом Немецкого колониального общества, в 1891 году колониальратом.

## Награды
Германских государств:
- Орден Альбрехта рыцарский крест (8 сентября 1864, королевство Саксония)
- Орден Людвига рыцарский крест 1-го класса (9 декабря 1866, великое герцогство Гессен)
- Орден Красного орла 1-го класса (21 мая 1867, королевство Пруссия)
- Орден Саксен-Эрнестинского дома большой крест (10 сентября 1868)
- Орден Филиппа Великодушного командорский крест 2-го класса (1 мая 1870, великое герцогство Гессен)
- Крест заслуг за 1870/71 год[нем.] (05 марта 1872, королевство Бавария)
- Орден Короны 3-го класса со знаком красного креста (25 апреля 1872, королевство Пруссия)
- Орден Фридриха большой крест (25 апреля 1872, королевство Вюртемберг)
- Почётный крест княжества Шварцбург[англ.] 1-го класса (05 октября 1872)
- Орден Белого сокола большой крест (11 октября 1872, великое герцогство Саксен-Веймар-Эйзенах)
- Орден Филиппа Великодушного большой крест (17 июня 1873, великое герцогство Гессен)
- Орден Людвига большой крест (18 мая 1876, великое герцогство Гессен)

Иностранных государств:
- Орден Изабеллы Католической рыцарский крест (25 января 1860, королевство Испания)
- Орден Святой Анны 1-й степени (24 июля 1873, Российская империя)